# Triad
Triad – szwedzka grupa muzyczna. Stworzyła singel "Tänd ett ljus" oraz album studyjny Triad. W skład Triad wchodzą Niklas Strömstedt, Lasse Lindbom oraz Janne Bark.

## Życiorys
W skład grupy Triad wchodzą Niklas Strömstedt, Lasse Lindbom oraz Janne Bark.
23 grudnia 1987 roku ukazał się pierwszy i jedyny singel "Tänd ett ljus" wydany przez EMI, osiągnął sukces w Szwecji, będąc notowanym przez dziewięć tygodni oraz odnotowując pierwszą pozycję na szwedzkiej liście Top 60 Singles.
Album pod tytułem Triad został wydany przez EMI 25 maja 1988 roku, osiągnął 44. pozycję i był notowany przez jeden tydzień na szwedzkiej liście Top 60 Albums.

## Dyskografia

### Albumy studyjne
| 1988 | Triad - Data wydania: 25 maja 1988 - Wytwórnia: EMI | 44 |

### Single
| 1987 | "Tänd ett ljus" | 1 |